# DDR-Meisterschaften im Feldfaustball 1973
Die DDR-Meisterschaften im Feldfaustball 1973 waren seit 1949 die 24. Austragung der Meisterschaften im Faustball in der DDR im Jahre 1973.
Die Finalspiele fanden am 22. September 1973 im Stadion „XX. Jahrestag“ in Lichtenstein statt.

## Frauen
Abschlusstabelle nach der Hauptrunde:
| Platz | Mannschaft                 | Punkte | Siege | Remis | Niederlagen | Bälle   |
| 1.    | ISG Hirschfelde            | 24:4   | 12    | –     | 2           | 418:338 |
| 2.    | Chemie Weißwasser          | 21:7   | 10    | 1     | 3           | 407:330 |
| 3.    | TSG Berlin-Oberschöneweide | 20:8   | 10    | –     | 4           | 378:340 |
| 4.    | Lok Schwerin               | 14:14  | 7     | –     | 7           | 380:364 |
| 5.    | SpG Görlitz (M)            | 13:15  | 6     | 1     | 7           | 380:340 |
| 6.    | Pentacon Dresden           | 10:18  | 5     | –     | 9           | 333:357 |
| 7.    | Motor Rathenow (N)         | 8:20   | 4     | –     | 10          | 348:436 |
| 8.    | Chemie Jena (N)            | 2:26   | 1     | –     | 13          | 310:449 |

Die Oberliganeulinge Motor Rathenow und Chemie Jena mussten nach einer Saison wieder in die Liga absteigen.

Lok Schleife und Aktivist Staßfurt waren aufgrund des besseren Ballverhältnisses in den Aufstiegsspielen Aufsteiger.
Aufstiegsrunde:
| Platz | Mannschaft            | Punkte  |
| 1.    | Lok Schleife          | 4:2 +12 |
| 2.    | Aktivist Staßfurt     | 4:2 0+8 |
| 3.    | Fortschritt Greutzsch | 4:2 0+3 |
| 4.    | Lok Dresden           | 0:6 −23 |

Finalturnier
Halbfinalpaarungen:
- ISG Hirschfelde – Lok Schwerin 44:33 (18:20)
- Chemie Weißwasser – TSG Berlin-Oberschöneweide 40:26 (16:13)

Spiel um Platz 3:
- Lok Schwerin – TSG Berlin-Oberschöneweide 34:32 (23:14)

Finale:
- Chemie Weißwasser – ISG Hirschfelde 37:25 (19:14)

Abschlusstabelle:
| Platz | Mannschaft                 |
| 1.    | Chemie Weißwasser          |
| 2.    | ISG Hirschfelde            |
| 3.    | Lok Schwerin               |
| 4.    | TSG Berlin-Oberschöneweide |

Kader der Mannschaften:
|    | BSG Chemie Weißwasser: Gisela Bursch, Ursula Knötschke, Christa Wiedemann, Petra Bergmann, Gudrun Bertko, Waltraud Steide Übungsleiter: Walter Wiedemann |
|    | ISG Hirschfelde: Ute Pfitzner, Hannelore Vietze, Monika Bartsch, Ursula Aust, Isa Vielhaak Übungsleiter: Claus Pfitzner                                  |
|    | Lokomotive Schwerin: Brunhilde Ramlow, Monika Esemann, Heike Rohr, Renate Stammann, Edith Geßner Übungsleiter: Horst Stammann                            |
| 4. | TSG Berlin-Oberschöneweide: Waltraud Goltzsch, Gisela Lemcke, Gudrun Richter, Jutta Gutschmidt, Regina Seitz, Monika Heise Übungsleiter: Eberhard Werner |

## Männer
Die Oberliga wurde zu dieser Saison um eine Mannschaft auf elf Teilnehmer aufgestockt.
Abschlusstabelle nach der Hauptrunde:
| Platz | Mannschaft               | Punkte | Siege | Remis | Niederlagen | Bälle   |
| 1.    | Chemie Zeitz             | 38:2   | 19    | –     | 1           | 722:490 |
| 2.    | ISG Hirschfelde (M)      | 32:8   | 16    | –     | 4           | 674:481 |
| 3.    | Lok Dresden              | 26:14  | 13    | –     | 7           | 652:577 |
| 4.    | Fortschritt Glauchau     | 20:20  | 10    | –     | 10          | 583:553 |
| 5.    | Einheit Halle            | 19:21  | 9     | 1     | 10          | 548:547 |
| 6.    | Rotation Dresden         | 18:22  | 9     | –     | 11          | 565:606 |
| 7.    | Lokomotive Wittstock (N) | 16:24  | 8     | –     | 12          | 559:621 |
| 8.    | Motor Schleusingen       | 14:26  | 7     | –     | 13          | 508:633 |
| 9.    | Aktivist Freienhufen (N) | 13:27  | 6     | 1     | 13          | 536:616 |
| 10.   | Motor Greiz              | 12:28  | 6     | –     | 14          | 548:654 |
| 11.   | Einheit Jüterbog (N)     | 12:28  | 6     | –     | 14          | 521:638 |

Motor Greiz und Einheit Jüterbog standen aufgrund ihrer Platzierung als Absteiger in die DDR-Liga fest.
Aus dem Aufstiegsturnier in Erfurt gingen die ehemaligen Oberligisten Medizin Erfurt (Abstieg 1972) und SpG Görlitz (1970) als Aufsteiger hervor.
Aufstiegsrunde:
| Platz | Mannschaft             | Punkte | Siege | Unentschieden | Niederlagen | Bälle      |
| 1.    | Medizin Erfurt (A)     | 8:2    | 4     | –             | 1           | 154:135    |
| 2.    | SpG Görlitz            | 7:3    | 3     | 1             | 1           | 158:144    |
| 3.    | Lokomotive Schwerin    | 6:4    | 2     | 2             | 1           | 147:139 +8 |
| 4.    | ISG Hirschfelde II     | 6:4    | 3     | –             | 2           | 147:143 +4 |
| 5.    | Motor ET Suhl          | 2:8    | 1     | –             | 4           | 146:163    |
| 6.    | Motor Ost Zella-Mehlis | 1:9    | –     | 1             | 4           | 147:139    |

Finalturnier
Halbfinalpaarungen:
- Chemie Zeitz – Fortschritt Glauchau 45:31 (25:13)
- ISG Hirschfelde – Lokomotive Dresden 41:29 (16:19)

Spiel um Platz 3:
- Lok Dresden – Fortschritt Glauchau 42:37 (23:18)

Finale:
- Chemie Zeitz – ISG Hirschfelde 37:35 (15:19)

Abschlusstabelle:
| Platz | Mannschaft           |
| 1.    | Chemie Zeitz         |
| 2.    | ISG Hirschfelde      |
| 3.    | Lokomotive Dresden   |
| 4.    | Fortschritt Glauchau |

Kader der Mannschaften:
|    | Chemie Zeitz: Wolfgang Ehrlich, Eberhard Gasse, Gunther Knauer, Gerhard Beer, Manfred Meyer Übungsleiter: –                                           |
|    | ISG Hirschfelde: Rainer Ebermann, Herbert Steudte, Werner Müller, Manfred Aust, Roland Posselt Übungsleiter: Horst Steudte                            |
|    | Lokomotive Dresden: Udo Scheithauer, Dieter Bernard, Gunter Bernard, Manfred Haase, Rolf Süß, Gunter Vrejazka Übungsleiter: Werner Franke             |
| 4. | Fortschritt Glauchau: Rolf Malecha, Frank Grießmann, Stefan Taubert, Alfred Rosenberger, Rainer Rudolph, Manfred Walther Übungsleiter: Wolfgang Kolbe |

## Weitere Ergebnisse
Weitere DDR-Feldmeister 1973:
- Weibliche Jugend: Empor Barby
- Männliche Jugend: Lok Dresden
- Schülerinnen: SSG Barby
- Schüler: Lok Berlin